# The Human Vapor
Gasu ningen dai ichigo (ガス人間第一号 - cu sensul de Omul-Gaz nr. 1, cunoscut în SUA ca The Human Vapor) este un film SF japonez din 1960 regizat de Ishirō Honda pentru Toho Studios. În rolurile principale joacă actorii Tatsuya Mihashi, Kaoru Yachigusa și Yoshio Tsuchiya. Scenariul este scris de Takeshi Kimura.